# Chilenisch-deutsche Beziehungen
Die Chilenisch-deutschen Beziehungen sind trotz der weiten Entfernung zwischen beiden Ländern historisch, wirtschaftlich, kulturell, politisch und diplomatisch sehr eng.

## Geschichte
Der wahrscheinlich erste deutschstämmige Auswanderer in Chile war der aus Nürnberg stammende Bartolomé Flores, welcher 1541 mit Pedro de Valdivia nach Chile kam und an der Gründung der Hauptstadt Santiago de Chile beteiligt war. 1572 wurde der aus Worms stammende Pedro Lisperguer einer der ersten Bürgermeister von Santiago. Im 18. Jahrhundert ging der jesuitische Missionar Bernhard Havestadt nach Chile und erforschte die Sprache der Mapudungun.
Als Chile 1810 von Spanien unabhängig wurde, war Hamburg eine der ersten Städte, die intensiven Handel mit Valparaíso betrieb. 1818 wurde mit dem Deutschen Verein in Valparaíso die erste deutsche Institution im Land gegründet. Ab Mitte des 19. Jahrhunderts beginnt eine erste Immigrationswelle aus deutschsprachigen Gebieten. Zwischen 1850 und 1870 siedeln sich 6000 Deutsche in Chile an, vorwiegend im Süden des Landes. Sie gründen hier an ihre Heimat angelehnte Siedlungen und Schulen. Im 19. Jahrhundert ist der kulturelle Einfluss Deutschlands groß und das chilenische Militär wurden nach preußischem Vorbild aufgebaut. Auch das Bildungswesen und weitere Institutionen des Landes weisen deutsche Einflüsse auf. Der intensive deutsche Einfluss um die Jahrhundertwende stieß auch auf Kritik. So stellt der Autor und Diplomat Eduardo de la Barra in einem abschätzigen Beitrag eine „deutsche Verhexung“ fest.
1871 errichtete das Deutsche Reich eine diplomatische Vertretung in Santiago de Chile. Nach der Machtübernahme Adolf Hitlers in Deutschland nahm Chile jüdische und politische Flüchtlinge aus Deutschland auf, unterhielt jedoch gleichzeitig gute Beziehungen zum NS-Staat. 1931 wurde eine Auslandsorganisation der NSDAP in Chile gegründet. Die Beziehungen wurden 1943 schließlich abgebrochen, als sich die deutsche Niederlage im Zweiten Weltkrieg abzeichnete. Nach der Niederlage Deutschlands flohen auch Angehörige des NS-Regimes nach Chile, die versuchten, sich der Strafverfolgung für die von ihnen verübten Verbrechen zu entziehen.
Nach dem Ende des Zweiten Weltkriegs etablierte Chile 1952 diplomatische Beziehungen mit der Bundesrepublik Deutschland (BRD). Mit der Deutschen Demokratischen Republik (DDR) nahm das Land am 16. März 1971 offizielle diplomatische Beziehungen auf. Nach dem Militärputsch in Chile 1973 wurden die Beziehungen mit der DDR allerdings wieder ausgesetzt und es gab im Land vonseiten der DDR nur noch einen über die Botschaft Finnlands arbeitenden Interessensvertreter. Die BRD dagegen blieb auch unter der auf den Putsch folgenden Militärjunta unter Augusto Pinochet ein Verbündeter Chiles. 1977 besuchte Franz Josef Strauß die Colonia Dignidad, die als Folterzentrum für das Pinochet-Regime diente. In der deutschen Gesellschaft stieß die Unterstützung der Militärdiktatur insbesondere in politisch linken Kreisen auf Kritik, welche sich mit der chilenischen Opposition solidarisierten. Während Pinochets Diktatur fliehen 22.000 Chilenen vor politischer Verfolgung nach Deutschland. Zu den Flüchtlingen zählen die Autoren Antonio Skármeta, Roberto Ampuero und die deutsch-chilenische Komponistin Leni Alexander. Nach dem Ende der Herrschaft Pinochets 1990 kehren die meisten politischen Flüchtlinge wieder zurück in ihr Heimatland.

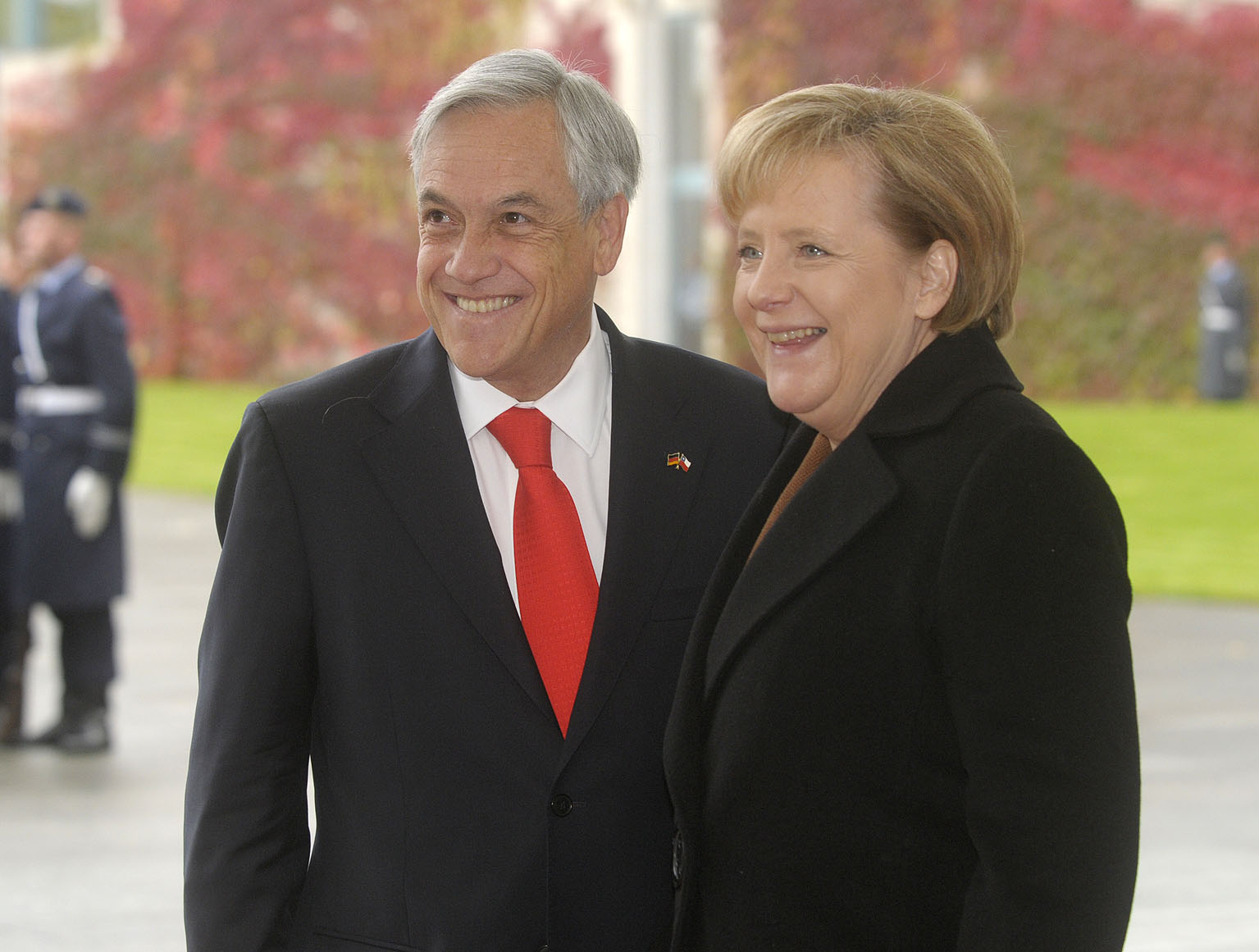
Sebastián Piñera und Angela Merkel (2010)

Im Jahre 1990 nahm Chile für kurze Zeit wieder Beziehungen zur DDR auf. Im Jahr 1992 ließ sich Erich Honecker in Chile nieder, wo er zwei Jahre später stirbt. Nach der deutschen Wiedervereinigung schloss Chile seine Botschaften in Bonn und Ost-Berlin und verlegte seine diplomatische Hauptrepräsentanz in das heutige Botschaftsgebäude in Berlin-Mitte.
Mit dem wirtschaftlichen Aufschwung Chiles wurden im 21. Jahrhundert besonders die wirtschaftlichen Kontakte weiter ausgebaut. Im Januar 2013 stattete die deutsche Bundeskanzlerin Angela Merkel Chile einen offiziellen Besuch ab und wurde von Präsident Sebastián Piñera im Präsidentenpalast La Moneda empfangen.

## Der Putsch und die DDR
Chile unter Allende galt in der DDR als Musterbeispiel für den erfolgreichen Weg zum Sozialismus. Die Chile-Berichterstattung nahm im Neuen Deutschland sehr breiten Raum ein. Auf den Putsch Pinochets, der als das Werk des westlichen Imperialismus angesehen wurde, reagierten die Massenmedien der DDR mit einer breiten propagandistischen Offensive. Es war die Rede von der „chilenischen Gewaltherrschaft“, vom „chilenischen Faschismus“ der „faschistischen Terror“ verbreitet. Solidarität mit Chile wurde eines der Leitmotive. Es wurden zahlreiche „Solidaritätsfeste“ durchgeführt, auf denen deutsch-chilenische Musikgruppen auftraten und sich die jugendliche Menge immer wieder in Sprechchören zusammen fand. Es wurden „Solidaritätswochen“ veranstaltet und „Solidaritätsgüter“ nach Chile verschickt. Es gab Malwettbewerbe zum Thema des „proletarischen Internationalismus“, Postkartengrüße an die chilenischen Häftlinge und selbst verfasste Gedichte und selbst komponierte Lieder. Die DDR nahm 2.000 flüchtende Chilenen, allerdings nur kommunistische auf. Ost-Berlin bot sich wiederholt zum Tagungsort für Protestveranstaltungen an. 1986 gaben dort Clodomiro Almeyda und Rodrigo Rojas eine Pressekonferenz zur Situation in Chile.

## Wirtschaftlicher Austausch
Deutschland ist innerhalb der Europäischen Union der wichtigste Handelspartner Chiles und Chile zählt im Gegenzug zu den wichtigsten Handelspartnern Deutschland in Lateinamerika. Deutschland bezieht aus Chile vorwiegend Rohstoffe (Kupfer, Salpeter und Lithium) und Lebensmittel (Wein, Lachs und Obst). Chile importiert dagegen vorwiegend chemische und industrielle Erzeugnisse (Maschinen, Automobile) aus Deutschland. Das Gesamtvolumen des Handels mit Chile belief sich im Jahr 2021 auf 3,8 Milliarden Euro, womit Chile den 55. Platz in der Rangliste der deutschen Handelspartner belegt.
Für die Förderung der wirtschaftlichen Beziehungen mit Chile ist die Deutsch-Chilenische Industrie- und Handelskammer zuständig. Auch Germany Trade and Invest verfügt über einen Standort in Chile.

## Migration
Es gibt eine lange Historie deutscher Migration nach Chile, mit mehreren Einwanderungswellen. In Chile leben laut Schätzungen knapp 500.000 Personen deutscher Abstammung. Ab den 1950er Jahren ging die Migration aus Deutschland aber deutlich zurück.

## Kultur
Deutsche kulturelle Einflüsse in Chile gehen bis auf das 19. Jahrhundert zurück, als Einwanderer deutsche Siedlungen, Schulen, Brauereien, Vereine und Zeitungen gründeten. Der deutsche Einfluss nahm allmählich zu und das kaiserliche Deutschland verdrängte in der zweiten Hälfte des 19. Jahrhunderts Frankreich als kulturelles Leitbild. Der Einfluss erreichte in den Jahrzehnten vor dem Ersten Weltkrieg seinen Höhepunkt, und das Ansehen Deutschlands in Chile blieb auch nach dem Krieg hoch, erreichte aber nicht mehr das Vorkriegsniveau.
Nach dem Zweiten Weltkrieg schloss die BRD 1959 ein Kulturabkommen mit Chile ab. 1988 wurde das Deutsche Lehrerbildungsinstitut Wilhelm von Humboldt in Santiago de Chile gegründet. Im 21. Jahrhundert bestehen intensive Beziehungen im Bereich der Kultur.
Der Deutsch-Chilenische Bund verschreibt sich der Förderung der deutschen Kultur in Chile. Im Land sind drei Goethe-Institute aktiv. Mit dem Cóndor besteht heute noch eine deutschsprachige Zeitung.

## Diplomatische Standorte
- Deutschland hat eine Botschaft in Santiago de Chile.[13]
- Chile hat eine Botschaft in Berlin und Generalkonsulate in Frankfurt am Main, München und Hamburg.[14]

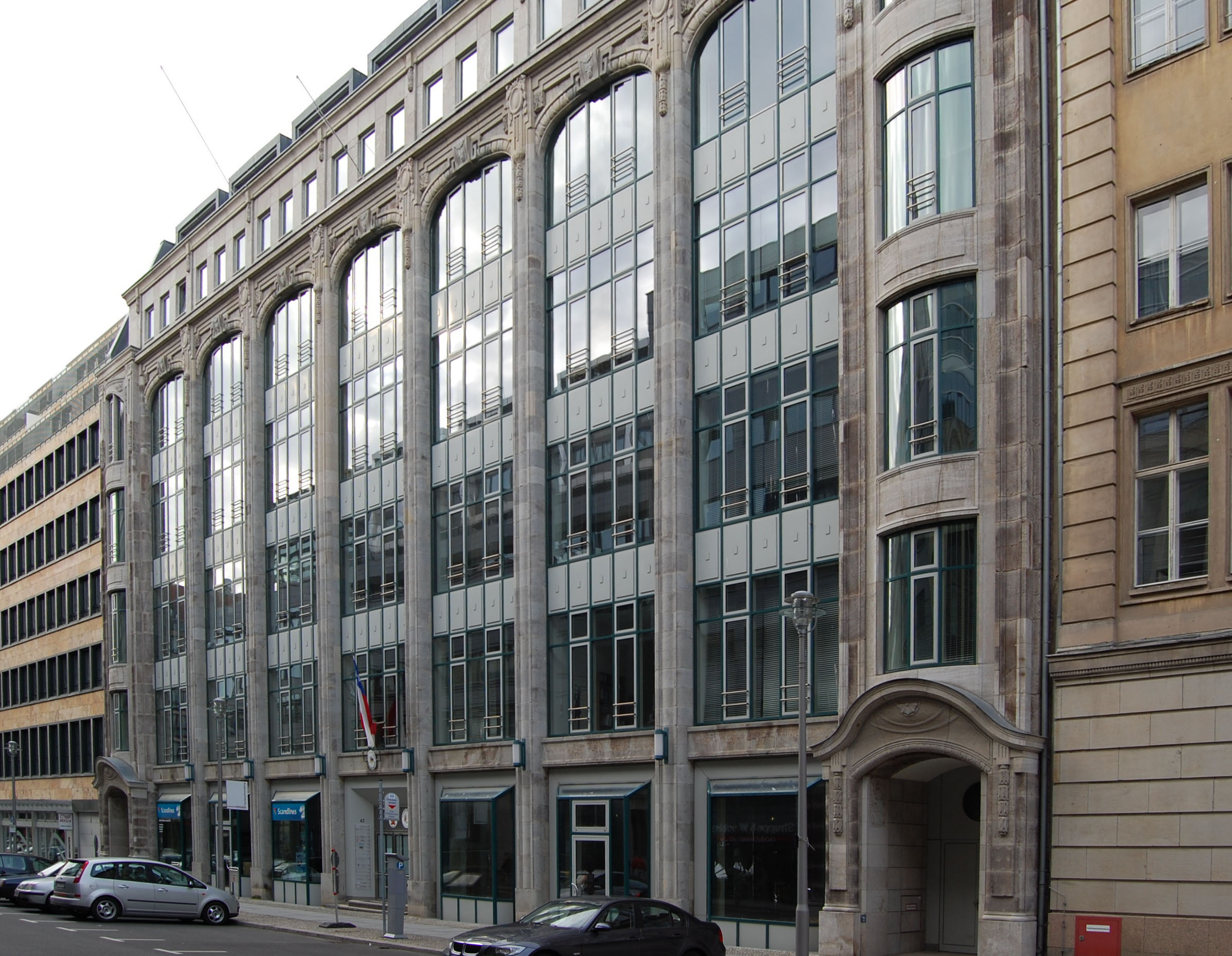
Chilenische Botschaft in Berlin
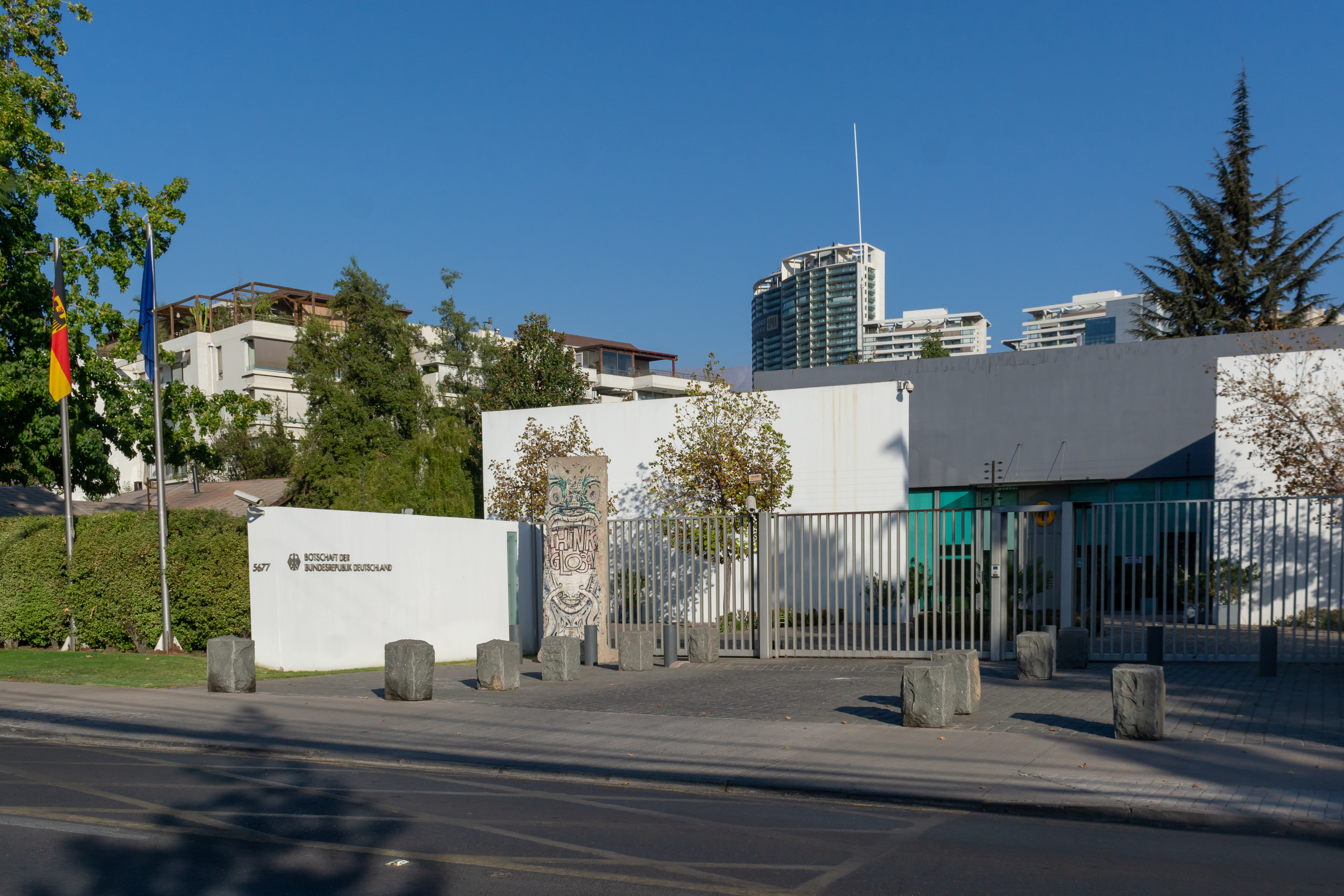
Deutsche Botschaft in Santiago de Chile